# 태극호
태극호(太極號)는 1954년부터 1974년까지 서울-목포 간 특급열차로 운행한 열차의 이름이다. 개통 당시에는 9시간 10분이 소요되었는데, 1962년부터 8시간 00분이 소요되게 되었다.

## 역사
- 1954년 10월 31일 : 운행 개시[1]
- 1962년 7월 1일 : 소요 시간이 1시간 10분 단축[2]
- 1969년 2월 10일: 3등 객차를 제외하고 대신 1등 객차를 편성함[3]
- 1974년 8월 15일 : 풍년호로 통합되며 폐지[4]

## 사건
1963년 5월 21일, 수원-세류 구간에서 태극호 상행 열차가 버스와 충돌했다. 이로 인해 6명이 사망했고, 25명이 부상했다.